# Canillas de Aceituno
Canillas de Aceituno – gmina w Hiszpanii, w prowincji Malaga, w Andaluzji, o powierzchni 42,03 km². W 2011 roku gmina liczyła 1937 mieszkańców.